# NGC 5506
NGC 5506 é uma galáxia espiral (Sa/P) localizada na direcção da constelação de Virgo. Possui uma declinação de -03° 12' 25" e uma ascensão recta de 14 horas, 13 minutos e 14,8 segundos.
A galáxia NGC 5506 foi descoberta em 15 de Abril de 1787 por William Herschel.